# Les Petits Jönsson : Le Braquage des corn flakes
Pour plus de détails, voir Fiche technique et Distribution.
Les Petits Jönsson : Le Braquage des corn flakes  (titre original : Lilla Jönssonligan och cornflakeskuppen, litt. « Le jeune gang Olsen et le casse des cornflakes »)  est un film suédois  réalisé par Christjan Wegner, sorti en 1996.

## Synopsis
C'est le premier des quatre films retraçant la jeunesse des personnages créés par Erik Balling et Henning Bahs. 

## Fiche technique
- Titre : Les Petits Jönsson : Le Braquage des corn flakes
- Titre original : Lilla Jönssonligan och cornflakeskuppen
- Réalisation : Christjan Wegner
- Scénario : Christjan Wegner et Mikael Hylin
- Photographie :
- Musique : Michael B. Tretow
- Décors :
- Producteurs : Mikael Hylin et Maria Nordenberg
- Société de production :
- Société de distribution : Sonet Film AB
- Pays d'origine :  Suède
- Langue : suédois
- Format : couleur - 35 mm - son Dolby
- Genre : Comédie
- Durée : 83 min.
- Date de sortie : 
  - Suède : 29 novembre 1996

## Distribution
(août 2015).
- Kalle Eriksson : Charles-Ingvar « Sickan » Jönsson
- Jonathan Flumée : Ragnar Vanheden
- Fredrik Glimskär : Harry la Dynamite
- Jonna Sohlmér : Doris
- Anders Öström : Junior Wall-Enberg (Jakob Morgan Rockefeller Wall-Enberg Junior)
- Mats Wennberg : Biffen
- Claes Månsson : Jansson
- Peter Rangmar : Sigvard Jönsson
- Cecilia Nilsson : Tora Jönsson
- Freja Berglund : Sikkan Jönsson
- Isak Ekblom : Sven-Ingvar Jönsson
- Loa Falkman : Oscar Wall-Enberg
- Lena T. Hansson : Lillian Wall-Enberg
- Micke Dubois : Loket
- Jerry Williams : Einar Vanheden
- Mona Seilitz : Rut Vanheden
- Cecilia Häll : Vivi Vanheden
- Laila Westersund : mormor Alma
- Olof Thunberg : morfar Elis
- Marta Oldenburg : Lucy
- Claire Wikholm : skolfröken
- Lasse Kronér : poliskonstapel Pinnen
- Per Holmberg : handlare Hansson
- Michael Manson : Hjalmar Ännu-Mehr
- Fredrik Sanabria : Flytt-Kalle
- Fredrik Andreasson : fabriksvakt
- Sussie Eriksson : fabrikskontrollör
- Annika Malm : husan